# 約翰斯頓高地
約翰斯頓高地（英語：Johnston Heights），是南極洲的高地，位於杜費克海岸，處於格羅夫納山脈的奧特韋山東南端，海拔高度3,220米，美國地質調查局根據測量和美國海軍拍攝的空中照片繪入地圖，現時由南極條約體系管理。